# VM i landevejscykling 2017 – Holdtidskørsel (damer)
Damernes holdtidskørsel ved VM i landevejscykling 2017 blev afholdt søndag den 17. september og var 42,5 km lang. Det var den 13. holdtidskørsel for damer ved VM og den 6. udgave for firmahold siden genetableringen af disciplinen i 2012. Starten var ved Ravnanger på Askøy udenfor Bergen.
Hvert hold stillede til start med 6 ryttere og man startede med 4 minutters tidsinterval.

## Hold og ryttere
| UCI Women's Teams (9)- BePink Cogeas - Boels Dolmans - BTC City Ljubljana - Canyon Sram Racing - Cervélo Bigla - FDJ-Nouvelle Aquitaine-Futuroscope - Hitec Products - Sunweb - Virtu Cycling Women |
| |

### Danske ryttere
- Cecilie Uttrup Ludwig kørte for Cervélo-Bigla Pro Cycling
- Pernille Mathiesen kørte for Team Virtu Cycling Women
- Christina Siggaard kørte for Team Virtu Cycling Women

## Resultater
| # | Hold                               | Ryttere | Tid       |
| - | ---------------------------------- | --- | --------- |
| 1 | Team Sunweb                        | Lucinda Brand Leah Kirchmann Floortje Mackaij Coryn Rivera Sabrina Stultiens Ellen van Dijk                | 55.41,63  |
| 2 | Boels-Dolmans                      | Chantal Blaak Karol-Ann Canuel Megan Guarnier Christine Majerus Amy Pieters Anna van der Breggen           | + 12,43   |
| 3 | Cervélo-Bigla Pro Cycling          | Stephanie Gaumnitz Lisa Klein Clara Kloppenburg Lotta Lepistö Cecilie Uttrup Ludwig Ashleigh Moolman-Pasio | + 28,03   |
| 4 | Canyon-SRAM Racing                 | Hannah Barnes Lisa Brennauer Elena Cecchini Mieke Kröger Alexis Ryan Trixi Worrack                         | + 1.04,79 |
| 5 | Team Virtu Cycling Women           | Claudia Koster Christina Siggaard Pernille Mathiesen Amber Neben Sara Penton Linda Villumsen               | + 2.51,52 |
| 6 | FDJ-Nouvelle Aquitaine-Futuroscope | Aude Biannic Coralie Demay Eugenie Demay Roxane Fournier Shara Gillow Roxane Knetemann                     | + 3.23,04 |
| 7 | BTC City Ljubljana                 | Polona Batagelj Maaike Boogaard Eugenia Bujak Corinna Lechner Hanna Nilsson Ursa Pintar                    | + 3.46,58 |
| 8 | BePink-Cogeas                      | Alison Jackson Francesca Pattaro Katia Ragusa Ilaria Sanguineti Silvia Valsecchi Olga Zabelinskaja         | + 4.07,29 |
| 9 | Team Hitec Products                | Charlotte Becker Miriam Bjørnsrud Simona Frapporti Cecilie Gotaas Johnsen Nina Kessler Thea Thorsen        | + 4.58,84 |